# Mali Orehek

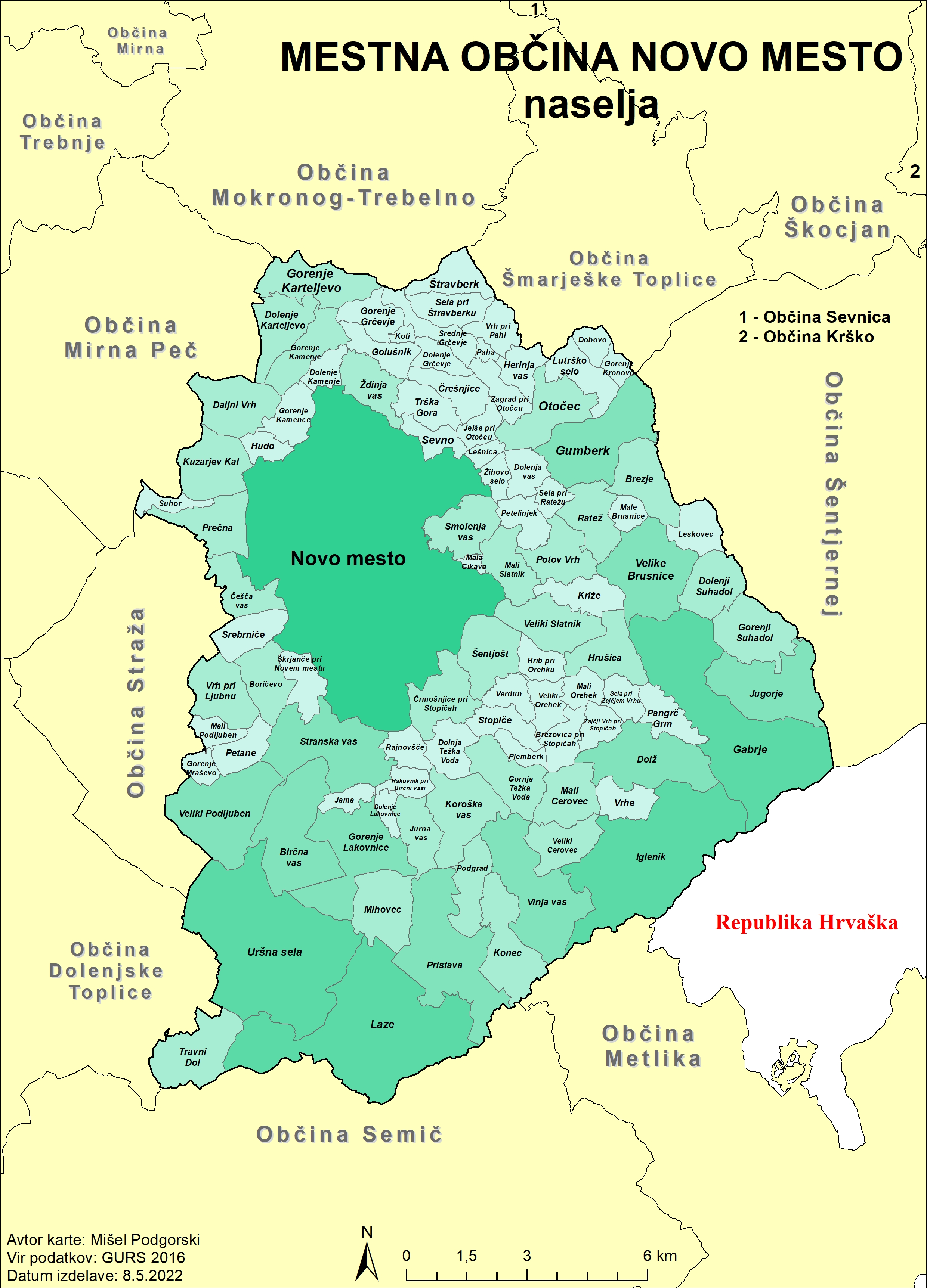
Ortschaften der Stadtgemeinde Novo mesto

Mali Orehek (dt. Kleinnußdorf in der Unterkrain) ist eine Ortschaft in der slowenischen Stadtgemeinde Novo mesto im Osten des Landes am Fuß des Sichelgebirges (slow. Žumberak).
Der Weiler gehört zur Ortsgemeinschaft Stopiče.